# Bermuda Bowl
Bermuda Bowl är världsmästerskapen för nationslag i bridge. Bermuda Bowl spelas vartannat år och har för närvarande 22 deltagande nationer varje gång. Tävlingen spelas som öppen klass, vilket innebär att det inte finns någon begränsning för vem som får spela.
Parallellt med Bermuda Bowl spelas Venice Cup och Senior Bowl.